# Dechloromonas
Genre
Dechloromonas est un genre de bactéries appartenant au phylum des Proteobacteria.

## Étymologie
Le nom Dechloromonas a plusieurs origines : le préfixe latin de ; le nom néolatin chlorinum (issu de l'adjectif grec chlorōs qui signifie "vert") désignant le chlore ; le préfixe néolatin chloro- se rapportant au chlore ; le nom latin féminin monas (issu du grec μονάς / μονάδα) signifiant "unité" et par extension "organisme unicellulaire" ; et enfin, le nom néolatin féminin Dechloromonas dans son ensemble, qui signifie "organisme unicellulaire déchlorant".
Les membres du genre Dechloromonas peuvent être appelés "dechloromonades" (dechloromonads en anglais).

## Espèces
Le genre contient actuellement quatre espèces, qui sont :
- D. agitata (Achenbach et al., 2001) : espèce-type du genre, provient de l'adjectif latin féminin agitata qui veut dire "excité", "agité", "fortement actif"[2] ;
- D. aromatica (Cavalier-Smith, 2002)[3] ;
- D. denitrificans (Horn et al., 2005) ; provient de l'adjectif latin féminin denitrificans, qui signifie "dénitrifiant"[4] ;
- D. hortensis (Wolterink et al., 2005) ; provient de l'adjectif latin féminin hortensis, qui veut dire "provenant de/appartenant à un jardin"[5].